# Lyntog

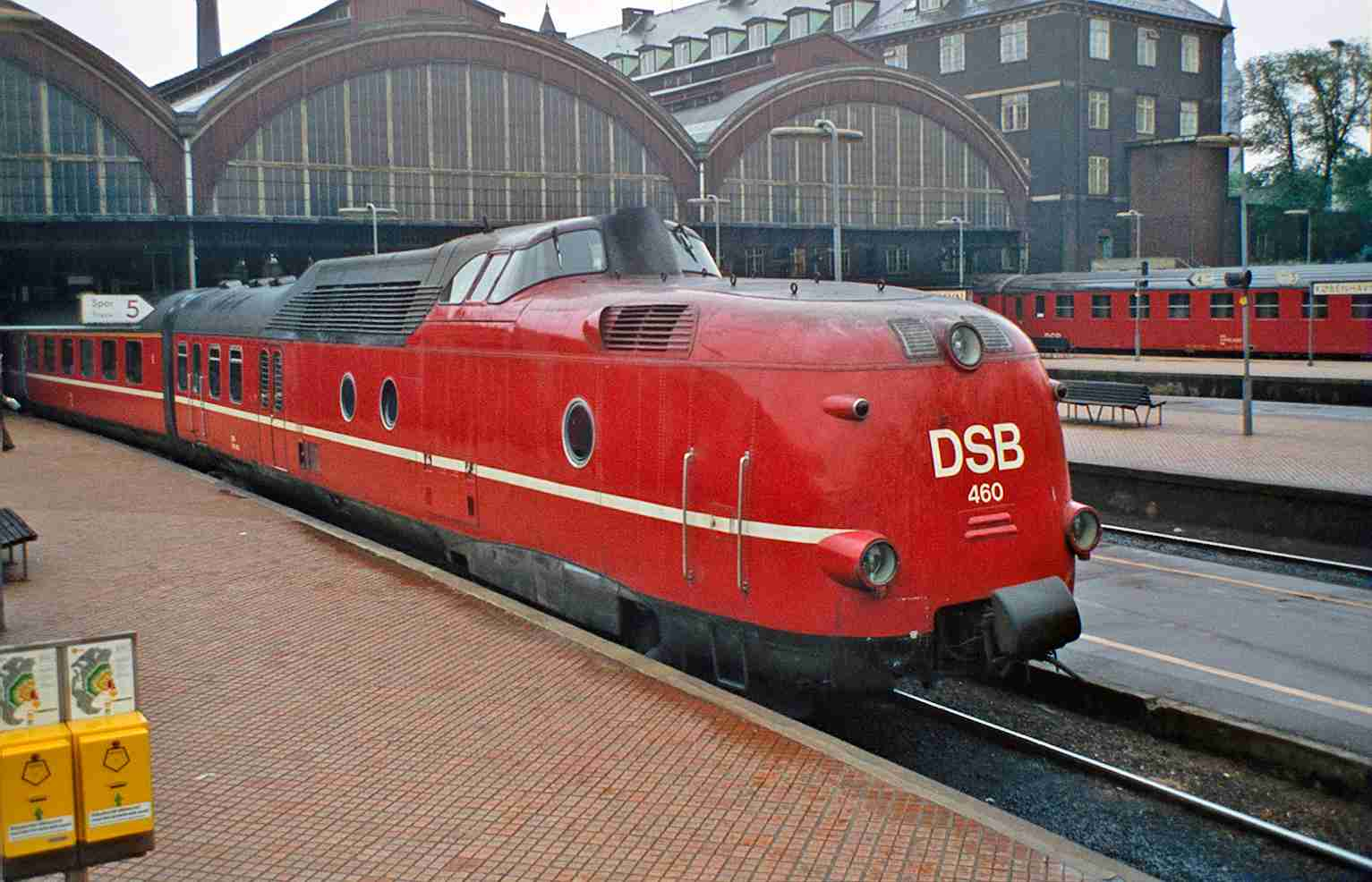
Lyntog på Københavns Hovedbanegård omkring 1980

Lyntog, eller från 1997 också InterCityLyn, är beteckningen på snabbgående fjärrtåg i Danmark mellan Köpenhamn och destinationer i Jylland.
Lyntog körs ungefär en gång i timmen mellan Københavns Lufthavn i Kastrup och Ålborg via Københavns Hovedbanegård, Odense och Århus. Dessutom betjänas ett antal andra städer på Jylland med Lyntog. Trafiken upprätthålls av DSB med dieselmotortåg av typerna IC3 och IC4 samt med elektriska tåg av typ IR4. Maximal hastighet är 180 kilometer per timme.
Namnet Lyntog kommer från danskans "lyn", som betyder blixt.

## Historik
Före tillkomsten av Lilla Bältbron 1935 mellan Fyn och Jylland tog det 10,5 timmar med tåg mellan Köpenhamn och Danmarks näst största stad Århus. Det första Lyn-tåget sattes i trafik i maj 1935 över bron och minskade restiden till 6,5 timmar. De använda motorvagnstågen tillverkades av Scandia i Randers med motorer och annan teknisk utrustning från Frichs i Århus. Ett motorvagnståg bestod av två mmotorvagnar och en mellanvagn. Högsta hastighet var 120 kilometer per timme. I en av motorvagnarna fanns en restaurangavdelning med tolv platser. Ett trevagnståg hade 36 sittplatser i första klass och 120 platser i andra klass. Tågen var stationerade på snabbtågsdepån Helgoland vid Svanemøllens station.
Förbindelserna har egna namn: "Kronjyden" till Ålborg, "Østjyden" till Århus och "Vestjyden" till Esbjerg. 
Under den tyska ockupationen var Lyntog-trafiken inställd mellan den 10 april 1940 och den 12 oktober 1945.

## Olika generationer Lyntog
| Generation | Typ av Lyntog                          | Bild | Littera                   | År för idrifttagning | Högsta hastighet   | Tillverkare                       | Antal tågsätt           | År för utrangering                                                                             |  |
| 1          | MS och MB (dieselmotor)                |      | MS-AA-MS och MB-AB-FJ-MB  | 1935                 | 120 km/t           | Frichs, Aarhus)                   | 8 tågsätt               | 1967-1973                                                                                      |  |
| 2          | MA (dieselmotor) (från 1984 Sølvpilen) |      | MA-AM-BR-BS + BS-BM-AM-MA | 1963                 | 120 km/t/ 140 km/t | MAN/Linke-Hofmann-Busch, Tyskland | Tio åttavagnars tågsätt | 1990. Skänkta till Polen 1991 (skrotade 1994) Ett halvtåg bevarat som museitåg                 |  |
| 3          | IC3 (dieselmotor)                      |      | MFA-FF-MFB                | 1990                 | 140 km/t/ 180 km/t | ABB Scandia, Randers              | 96 tågsätt              | I drift                                                                                        |  |
| 3          | IR4 (elektrisk drift)                  |      | ER-FR-FR-ER               | 1995                 | 140 km/t/ 180 km/t | ABB Scandia, Randers              | 44 tågsätt              | I drift                                                                                        |  |
| 4          | IC4 (dieselmotor)                      |      | MG-FG-FH-MG               | 2008                 | 180 km/t           | AnsaldoBreda, Italien             | 82 tågsätt              | Flertalet i drift, några skrotade Samtliga avsedda att skrotas senast vid mitten av 2020-talet |  |
| 5          | Ny tågmodell (elektrisk drift)         |      |                           | 2024 (planerat)      |                    |                                   | 150                     | Upphandling pågår                                                                              |  |